# Beurre noir

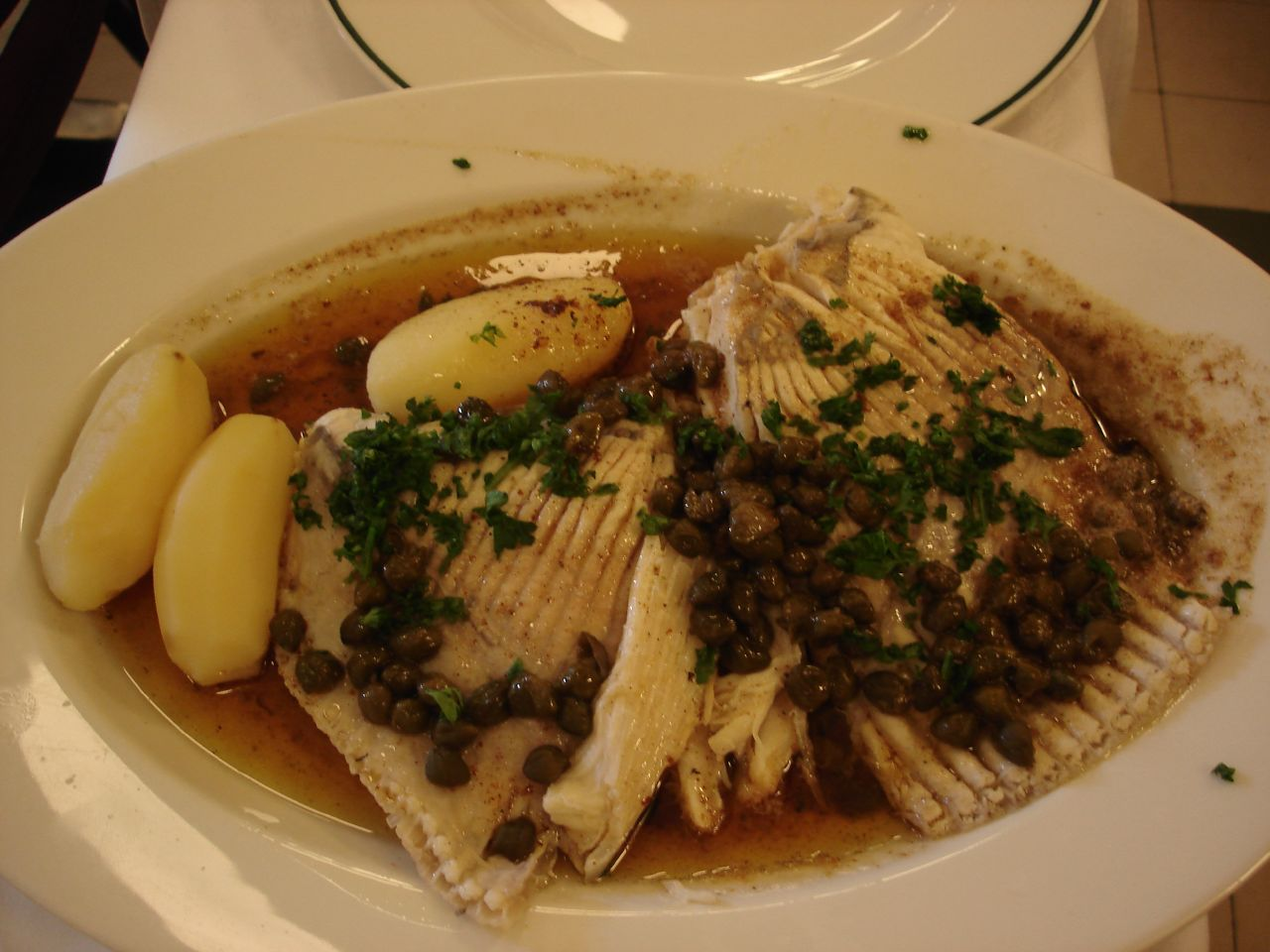
Raya con mantequilla negra (raie au beurre noir)

La expresión culinaria francesa beurre noir (se traduce al español como "mantequilla negra") se refiere al color casi negro que adquiere la mantequilla cuando se derrite en una sartén o una cacerola hasta el punto de quemarse. Era un proceso culinario tradicional de la cocina francesa, se recomienda su consumo con moderación pues al quemarse los residuos sólidos de la mantequilla (véase reacción de Maillard), estos forman alquitranes cancerígenos. 
Tradicionalmente, la última fase de elaboración de esta salsa consistía en desglasearla añadiendo un medio ácido como vino blanco, zumo de limón o vinagre. Algunas recetas añadían perejil que posteriormente se retiraba antes de echar el medio ácido.

## Empleos
La salsa "beurre noir" servía por regla general para napar pescado blanco y algunos tipos de verduras. La receta más renombrada es la  raie au beurre noir (raya con mantequilla negra), que hoy en día se realiza con beurre noisette.